# Großer Krebssee
Der Große Krebssee ist ein 40 ha großes Stillgewässer auf dem Gebiet der Gemeinde Ostseebad Heringsdorf auf der Insel Usedom im Landkreis Vorpommern-Greifswald in Mecklenburg-Vorpommern.
Der etwa 8 Meter tiefe See liegt 2 km entfernt von der östlich verlaufenden Ostseeküste. Südlich des Sees erstreckt sich das 50 ha große Naturschutzgebiet Kleiner Krebssee, südöstlich das 808 ha große Naturschutzgebiet Gothensee und Thurbruch und westlich der 503 ha große Schmollensee. Unweit nördlich verläuft die Landesstraße L 266.
Angeln und Berufsfischerei sind erlaubt. Diese Fischarten kommen vor: Aal, Barsch, Brassen, Hecht, Karausche, Karpfen, Rotauge, Rotfeder, Schleie und Zander.